# Take Me Home, Country Roads
Take Me Home, Country Roads je píseň, kterou složili Bill Danoff, Taffy Nivert a John Denver, který ji také nahrál na své album Poems, Prayers & Promises z roku 1971.
Tento singl se dostal na první místo hitparád Record World Pop Singles Chart a Cash Box Top 100 a na druhé místo v Billboard Hot 100, kde byl překonán pouze písní „How Can You Mend a Broken Heart“ od Bee Gees. Stal se jednou z nejoblíbenějších písní Johna Denvera. Píseň je ikonickým symbolem Západní Virginie, kterou popisuje slovy „almost Heaven“ (téměř nebe). Od roku 2014 je oficiální státní písní tohoto státu.

## Obsazení
- John Denver - šesti- a dvanáctistrunná akustická kytara, zpěv
- Eric Weissberg - banjo, havajská kytara
- Mike Taylor - akustická kytara
- Richard Kniss - kontrabas
- Gary Chester - bubny, bicí

## Umístění v žebříčcích
| Žebříček                  | Nejvyšší umístění |
| ------------------------- | ----------------- |
| Canada Top Singles        | 3                 |
| Canada Adult Contemporary | 5                 |
| Canada Country Tracks     | 17                |
| US Billboard Hot 100      | 2                 |
| US Adult Contemporary     | 3                 |
| US Hot Country Singles    | 50                |

## Coververze
- Loretta Lynnová (1971)
- Olivia Newton-Johnová (1973)
- Israel Kamakawiwo'ole (1993)

### Česká verze
V roce 1975 nazpíval Pavel Bobek českou verzi písně, s názvem Veď mě dál, cesto má, český text napsal Vladimír Poštulka.